# Gakken

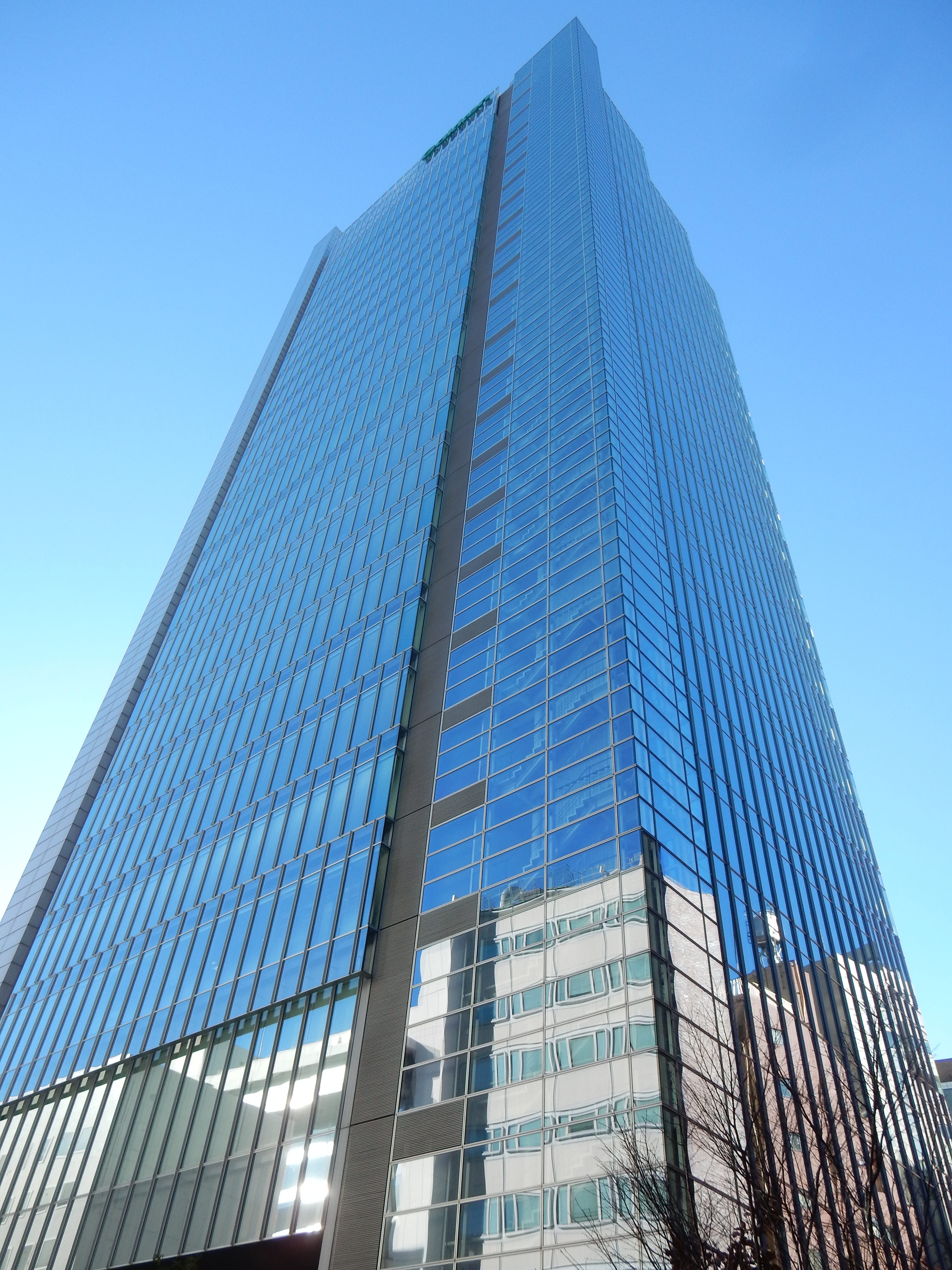
Hauptsitz in Tokyo, Japan

Gakken Holdings Co., Ltd. (Japanisch: 株式会社学研ホールディングス, Hepburn: Kabushiki-gaisha Gakken Hōrudingusu) ist ein japanischer Verlag. Ihr jährlicher Umsatz liegt bei 90 Milliarden Yen.

## Geschichte
Gakken wurde 1947 von Furuoka Hideto (古岡 秀人; 1908–1994) gegründet. Als seine erste Publikation eines Magazins im Erziehungsbereich von den Großhandelsverteilern nicht angenommen wurde, organisierte Furuoka sein eigenes Verteilernetzwerk und wurde auch in diesem Bereich weiter tätig. Seit 1984 ist das Unternehmen an der Börse vertreten.
Heute veröffentlicht Gakken weiter Lehrbücher und Magazine und produziert daneben auch andere bildungsbezogene Produkte. Für Kinder im Kindergartenalter und ihre Betreuer stellen sie Artikel wie Pflegeführer und ähnliche her. Darüber hinaus veröffentlicht Gakken auch allgemeine familien- und geschlechtsorientierte Magazine in den Bereichen Sport, Musik, Kunst, Geschichte, Animation, Kochen und Puzzle.
1981 veröffentlichte Gakken Super Puck Monster, ein Tabletop-LCD-Spiel, das Pac-Man vom Spielprinzip sehr ähnelte, ausschließlich in Japan. Coleco lizenzierte das Spiel später und veröffentlichte es weltweit als ein offizielles Pac-Man-Spiel. Im Oktober 1983 veröffentlichte Gakken die stationäre Spielkonsole Gakken Compact Vision TV Boy. Seit 1993 veröffentlicht Gakken monatliche Logik-Rätsel-Magazine unter dem Namen "Logic Paradise".